# Superliga Brasileira de Voleibol Masculino de 2021–22 - Série A
A Superliga Brasileira de Voleibol Masculino de 2021–22 - Série A foi a 28.ª edição desta competição organizada pela Confederação Brasileira de Voleibol através da Unidade de Competições Nacionais. Nesta edição, participaram doze equipes provenientes de cinco estados brasileiros (São Paulo, Minas Gerais, Rio Grande do Norte, Goiás e Santa Catarina) e do Distrito Federal, sendo a primeira vez que o estado de Goiás teve representante na Superliga A. Esta edição marcou a volta do público aos ginásios, depois de os jogos da temporada 2020-21 terem acontecido sem público por causa da pandemia de Covid-19.
O Sada Cruzeiro conquistou seu sétimo título da competição ao vencer o Minas Tênis Clube na terceira partida das finais fechando a série em 2 a 1. O ponteiro Miguel López foi eleito o jogador mais valioso (MVP) do torneio.

## Regulamento
A fase classificatória da competição foi disputada por doze equipes em dois turnos. Em cada turno, todos os times jogaram entre si uma única vez. Os jogos do segundo turno foram realizados na mesma ordem do primeiro, apenas com o mando de quadra invertido.
Os oito clubes primeiros colocados se classificaram para os play-offs. Nesta fase, a vitória por 3-0 ou 3-1 garantiu três pontos para o ganhador e nenhum ponto para o perdedor. Já com o placar de 3-2, o ganhador da partida somou dois pontos e o perdedor um. Os dois últimos colocados foram rebaixados para a Série B 2023.
Na seguinte ordem foram os critérios de desempate: número de vitórias, sets average, pontos average; confronto direto (no caso de empate entre duas equipes) e por último sorteio. Os play-offs foram divididos em três fases: quartas de final, semifinais e final.
Nas quartas-de-final houve um cruzamento entre as equipes com os melhores índices técnicos seguindo a lógica: 1ª x 8ª (A); 2ª x 7ª(B); 3ª x 6ª(C) e 4ª x 5ª(D). Estas jogaram partidas em melhor de 3 (jogos), sendo um mando de campo para cada e o jogo de desempate, caso necessário, no ginásio da equipe com o melhor índice técnico da fase classificatória.
As semifinais foram disputadas pelas equipes que passaram das quartas de final, seguindo a lógica: vencedora do duelo A x vencedora do duelo D; vencedora do duelo B x vencedora do duelo C. Estas jogaram novamente partidas em melhor de 3 (jogos), sendo um mando de campo para cada e o jogo de desempate, caso necessário, no ginásio da equipe com o melhor índice técnico da fase classificatória.
Os vencedores se classificaram para a final, que foi por melhor de 3 jogos, no Ginásio Municipal Tancredo Neves, em Uberlândia. A terceira e a quarta colocações foram definidas pelo melhor índice técnico da fase classificatória.
Os sets do torneio foram disputados até 25 pontos com a diferença mínima de dois pontos (com exceção do quinto set, cujo vencedor é a equipe que faz 15 pontos com pelo menos dois de diferença).

## Equipes participantes
Doze equipes participaram desta edição. São elas:
| Equipe                      | Cidade              | Ginásio                    | Capacidade | Posição na temporada 2019/20 | Montes Claros Brasília Goiás Minas São José Cruzeiro Natal SESI-SP Vôlei Renata Guarulhos Uberlândia BlumenauSuperliga Brasileira de Voleibol Masculino de 2021–22 - Série A (Brasil) |
| --------------------------- | ------------------- | -------------------------- | ---------- | ---------------------------- | --- |
| APAN/Eleva/Blumenau         | Blumenau            | Ginásio Galegão            | 3 000      | 6º na Superliga A            | Montes Claros Brasília Goiás Minas São José Cruzeiro Natal SESI-SP Vôlei Renata Guarulhos Uberlândia BlumenauSuperliga Brasileira de Voleibol Masculino de 2021–22 - Série A (Brasil) |
| Brasília Vôlei              | Brasília            | Sesi Taguatinga            | 1 000      | 2º na Superliga B            | Montes Claros Brasília Goiás Minas São José Cruzeiro Natal SESI-SP Vôlei Renata Guarulhos Uberlândia BlumenauSuperliga Brasileira de Voleibol Masculino de 2021–22 - Série A (Brasil) |
| FUNVIC Natal                | Natal               | Ginásio Nélio Dias         | 10 000     | 1º na Superliga A            | Montes Claros Brasília Goiás Minas São José Cruzeiro Natal SESI-SP Vôlei Renata Guarulhos Uberlândia BlumenauSuperliga Brasileira de Voleibol Masculino de 2021–22 - Série A (Brasil) |
| Goiás Vôlei                 | Goiânia             | Goiânia Arena              | 11 333     | 3º na Superliga B            | Montes Claros Brasília Goiás Minas São José Cruzeiro Natal SESI-SP Vôlei Renata Guarulhos Uberlândia BlumenauSuperliga Brasileira de Voleibol Masculino de 2021–22 - Série A (Brasil) |
| Vedacit Vôlei Guarulhos     | Guarulhos           | Ginásio Ponte Grande       | 3 000      | 9º na Superliga A            | Montes Claros Brasília Goiás Minas São José Cruzeiro Natal SESI-SP Vôlei Renata Guarulhos Uberlândia BlumenauSuperliga Brasileira de Voleibol Masculino de 2021–22 - Série A (Brasil) |
| Fiat/Gerdau/Minas           | Belo Horizonte      | Arena Juscelino Kubitschek | 3 650      | 2º na Superliga A            | Montes Claros Brasília Goiás Minas São José Cruzeiro Natal SESI-SP Vôlei Renata Guarulhos Uberlândia BlumenauSuperliga Brasileira de Voleibol Masculino de 2021–22 - Série A (Brasil) |
| Montes Claros América Vôlei | Montes Claros       | Tancredo Neves             | 8 600      | 8º na Superliga A            | Montes Claros Brasília Goiás Minas São José Cruzeiro Natal SESI-SP Vôlei Renata Guarulhos Uberlândia BlumenauSuperliga Brasileira de Voleibol Masculino de 2021–22 - Série A (Brasil) |
| Sada Cruzeiro               | Contagem            | Ginásio do Riacho          | 2 000      | 5º na Superliga A            | Montes Claros Brasília Goiás Minas São José Cruzeiro Natal SESI-SP Vôlei Renata Guarulhos Uberlândia BlumenauSuperliga Brasileira de Voleibol Masculino de 2021–22 - Série A (Brasil) |
| Farma Conde São José        | São José dos Campos | DCTA                       | 2 000      | 4º na Superliga A            | Montes Claros Brasília Goiás Minas São José Cruzeiro Natal SESI-SP Vôlei Renata Guarulhos Uberlândia BlumenauSuperliga Brasileira de Voleibol Masculino de 2021–22 - Série A (Brasil) |
| SESI-SP                     | São Paulo           | Ginásio do Sesi            | 800        | 10º na Superliga A           | Montes Claros Brasília Goiás Minas São José Cruzeiro Natal SESI-SP Vôlei Renata Guarulhos Uberlândia BlumenauSuperliga Brasileira de Voleibol Masculino de 2021–22 - Série A (Brasil) |
| Vôlei Renata                | Campinas            | Ginásio do Taquaral        | 2 600      | 3º na Superliga A            | Montes Claros Brasília Goiás Minas São José Cruzeiro Natal SESI-SP Vôlei Renata Guarulhos Uberlândia BlumenauSuperliga Brasileira de Voleibol Masculino de 2021–22 - Série A (Brasil) |
| Azulim/Gabarito/Uberlândia  | Uberlândia          | Ginásio Raul Belém         | 900        | 7º na Superliga A            | Montes Claros Brasília Goiás Minas São José Cruzeiro Natal SESI-SP Vôlei Renata Guarulhos Uberlândia BlumenauSuperliga Brasileira de Voleibol Masculino de 2021–22 - Série A (Brasil) |

## Fase classificatória

### Classificação
- Vitória por 3 sets a 0 ou 3 a 1: 3 pontos para o vencedor;
- Vitória por 3 sets a 2: 2 pontos para o vencedor e 1 ponto para o perdedor.
- Não comparecimento, a equipe perde 2 pontos.
- Em caso de igualdade por pontos, os seguintes critérios servem como desempate: número de vitórias, razão de sets e razão de ralis.

|  |                                                       |
|  | Equipes classificadas às quartas de final.            |
|  | Equipes eliminadas e mantidas para a Série A 2022-23. |
|  | Equipes rebaixadas para a Série B 2023.               |

|     |                            |     | Jogos | Jogos | Jogos | Resultados | Resultados | Resultados | Resultados | Resultados | Resultados | Sets | Sets | Sets  | Pontos | Pontos | Pontos |
| Pos | Equipe                     | Pts | T     | V     | D     | 3–0        | 3–1        | 3–2        | 2–3        | 1–3        | 0–3        | V    | P    | R     | V      | P      | R      |
| --- | -------------------------- | --- | ----- | ----- | ----- | ---------- | ---------- | ---------- | ---------- | ---------- | ---------- | ---- | ---- | ----- | ------ | ------ | ------ |
| 1   | Minas Tênis Clube          | 61  | 22    | 20    | 2     | 8          | 12         | 0          | 1          | 1          | 0          | 63   | 18   | 3.500 | 1980   | 1716   | 1.154  |
| 2   | Sada Cruzeiro              | 59  | 22    | 20    | 2     | 14         | 5          | 1          | 0          | 2          | 0          | 62   | 13   | 4.769 | 1830   | 1531   | 1.195  |
| 3   | SESI-SP                    | 45  | 22    | 17    | 5     | 6          | 5          | 6          | 0          | 3          | 2          | 54   | 32   | 1.688 | 2002   | 1868   | 1.072  |
| 4   | Vôlei Guarulhos            | 39  | 22    | 12    | 10    | 4          | 8          | 0          | 3          | 2          | 5          | 44   | 38   | 1.158 | 1896   | 1863   | 1.018  |
| 5   | APAN/Blumenau              | 37  | 22    | 13    | 9     | 7          | 3          | 3          | 1          | 3          | 5          | 44   | 36   | 1.222 | 1849   | 1763   | 1.049  |
| 6   | Vôlei Renata/Campinas      | 35  | 22    | 12    | 10    | 7          | 1          | 4          | 3          | 3          | 4          | 45   | 39   | 1.154 | 1913   | 1843   | 1.038  |
| 7   | Farma Conde Vôlei São José | 32  | 22    | 10    | 12    | 2          | 6          | 2          | 4          | 3          | 5          | 41   | 46   | 0.891 | 1918   | 1979   | 0.969  |
| 8   | Funvic Natal               | 31  | 22    | 11    | 11    | 6          | 2          | 3          | 1          | 3          | 7          | 38   | 41   | 0.927 | 1757   | 1807   | 0.972  |
| 9   | América Vôlei              | 25  | 22    | 6     | 16    | 4          | 2          | 0          | 7          | 3          | 6          | 35   | 50   | 0.700 | 1851   | 1913   | 0.968  |
| 10  | Brasília Vôlei             | 17  | 22    | 6     | 16    | 2          | 3          | 1          | 0          | 10         | 6          | 28   | 53   | 0.528 | 1753   | 1885   | 0.930  |
| 11  | Goiás Vôlei                | 15  | 22    | 5     | 17    | 3          | 1          | 1          | 1          | 6          | 10         | 23   | 54   | 0.426 | 1643   | 1825   | 0.900  |
| 12  | AV Uberlândia              | 0   | 22    | 0     | 22    | 0          | 0          | 0          | 0          | 9          | 13         | 9    | 66   | 0.136 | 1463   | 1862   | 0.786  |

- Atualizado até 20 de março de 2022

### Turno
- Local: Os times que estão ao lado esquerdo da tabela jogam em casa.

#### 1ª Rodada
| Data       | Hora  |                  | Placar |                      | Set 1 | Set 2 | Set 3 | Set 4 | Set 5 | Total   | Relatório |
| ---------- | ----- | ---------------- | ------ | -------------------- | ----- | ----- | ----- | ----- | ----- | ------- | --------- |
| 23/10/2021 | 19:00 | 'Sada Cruzeiro ' | 3–0    | Farma Conde Vôlei    | 25–20 | 25–20 | 25–21 |       |       | 75–61   | 75–61     |
| 23/10/2021 | 21:30 | Vôlei Renata     | 2–3    | ' SESI-SP'           | 25–23 | 22–25 | 25–23 | 25–27 | 12–15 | 109–113 | 109–113   |
| 24/10/2021 | 18:00 | 'APAN/Blumenau ' | 3–1    | AV Uberlândia        | 25–17 | 25–17 | 17–25 | 25–22 |       | 92–81   | 92–81     |
| 24/10/2021 | 21:30 | 'Funvic Natal '  | 3–0    | Goiás Vôlei          | 25–14 | 25–19 | 25–15 |       |       | 75–48   | 75–48     |
| 10/11/2021 | 20:00 | Vôlei Guarulhos  | 1–3    | ' Minas Tênis Clube' | 16–25 | 27–25 | 24–26 | 23–25 |       | 90–101  | 90–101    |
| 01/12/2021 | 19:00 | 'América Vôlei ' | 3–1    | Brasília Vôlei       | 25–21 | 25–16 | 20–25 | 25–19 |       | 95–81   | 95–81     |

#### 2ª Rodada
| Data       | Hora  |                      | Placar |                   | Set 1 | Set 2 | Set 3 | Set 4 | Set 5 | Total   | Relatório |
| ---------- | ----- | -------------------- | ------ | ----------------- | ----- | ----- | ----- | ----- | ----- | ------- | --------- |
| 30/10/2021 | 17:00 | 'APAN/Blumenau '     | 3–0    | Goiás Vôlei       | 28–26 | 25–17 | 25–20 |       |       | 78–63   | 78–63     |
| 30/10/2021 | 18:00 | 'Vôlei Guarulhos '   | 3–1    | AV Uberlândia     | 25–22 | 25–21 | 23–25 | 25–17 |       | 98–85   | 98–85     |
| 30/10/2021 | 19:00 | 'Sada Cruzeiro '     | 3–0    | Vôlei Renata      | 25–12 | 26–24 | 25–21 |       |       | 76–57   | 76–57     |
| 30/10/2021 | 20:00 | 'Minas Tênis Clube ' | 3–1    | Farma Conde Vôlei | 25–16 | 20–25 | 25–23 | 25–22 |       | 95–86   | 95–86     |
| 31/10/2021 | 19:00 | 'SESI-SP '           | 3–1    | América Vôlei     | 21–25 | 25–23 | 26–24 | 25–18 |       | 97–90   | 97–90     |
| 31/10/2021 | 21:30 | Brasília Vôlei       | 1–3    | ' Funvic Natal'   | 23–25 | 30–28 | 24–26 | 23–25 |       | 100–104 | 100–104   |

#### 3ª Rodada
| Data       | Hora  |                      | Placar |                      | Set 1 | Set 2 | Set 3 | Set 4 | Set 5 | Total   | Relatório |
| ---------- | ----- | -------------------- | ------ | -------------------- | ----- | ----- | ----- | ----- | ----- | ------- | --------- |
| 06/11/2021 | 17:00 | Goiás Vôlei          | 0–3    | ' Brasília Vôlei'    | 21–25 | 13–25 | 26–28 |       |       | 60–78   | 60–78     |
| 06/11/2021 | 19:00 | 'Vôlei Guarulhos '   | 3–0    | APAN/Blumenau        | 25–22 | 25–23 | 25–23 |       |       | 75–68   | 75–68     |
| 06/11/2021 | 21:30 | 'Sada Cruzeiro '     | 3–2    | América Vôlei        | 26–28 | 25–12 | 25–20 | 22–25 | 15–8  | 113–93  | 113–93    |
| 07/11/2021 | 17:00 | 'Farma Conde Vôlei ' | 3–0    | AV Uberlândia        | 25–23 | 25–13 | 25–18 |       |       | 75–54   | 75–54     |
| 07/11/2021 | 19:00 | Vôlei Renata         | 1–3    | ' Minas Tênis Clube' | 24–26 | 25–18 | 33–35 | 23–25 |       | 105–104 | 105–104   |
| 07/11/2021 | 21:30 | Funvic Natal         | 1–3    | ' SESI-SP'           | 21–25 | 25–19 | 21–25 | 12–25 |       | 79–94   | 79–94     |

#### 4ª Rodada
| Data       | Hora  |                      | Placar |                  | Set 1 | Set 2 | Set 3 | Set 4 | Set 5 | Total | Relatório |
| ---------- | ----- | -------------------- | ------ | ---------------- | ----- | ----- | ----- | ----- | ----- | ----- | --------- |
| 11/11/2021 | 19:00 | 'SESI-SP '           | 3–1    | Brasília Vôlei   | 25–16 | 23–25 | 25–18 | 26–24 |       | 99–83 | 99–83     |
| 13/11/2021 | 17:00 | AV Uberlândia        | 0–3    | ' Vôlei Renata'  | 10–25 | 15–25 | 18–25 |       |       | 43–75 | 43–75     |
| 13/11/2021 | 18:00 | 'Vôlei Guarulhos '   | 3–0    | Goiás Vôlei      | 25–20 | 25–21 | 25–21 |       |       | 75–62 | 75–62     |
| 13/11/2021 | 18:00 | Farma Conde Vôlei    | 1–3    | ' APAN/Blumenau' | 25–23 | 22–25 | 27–25 | 21–25 |       | 95–98 | 95–102    |
| 13/11/2021 | 20:00 | 'Minas Tênis Clube ' | 3–0    | América Vôlei    | 25–18 | 25–23 | 25–21 |       |       | 75–62 | 75–62     |
| 13/11/2021 | 22:00 | Funvic Natal         | 0–3    | ' Sada Cruzeiro' | 22–25 | 19–25 | 19–25 |       |       | 60–75 | 60–75     |

#### 5ª Rodada
| Data       | Hora  |                      | Placar |                      | Set 1 | Set 2 | Set 3 | Set 4 | Set 5 | Total | Relatório |
| ---------- | ----- | -------------------- | ------ | -------------------- | ----- | ----- | ----- | ----- | ----- | ----- | --------- |
| 16/11/2021 | 19:00 | Brasília Vôlei       | 1–3    | ' Sada Cruzeiro'     | 18–25 | 16–25 | 25–23 | 19–25 |       | 78–98 | 78–98     |
| 17/11/2021 | 17:00 | AV Uberlândia        | 1–3    | ' América Vôlei'     | 15–25 | 19–25 | 25–21 | 21–25 |       | 80–96 | 80–96     |
| 17/11/2021 | 19:00 | Goiás Vôlei          | 0–3    | ' SESI-SP'           | 22–25 | 20–25 | 18–25 |       |       | 60–75 | 60–75     |
| 17/11/2021 | 19:00 | 'Vôlei Renata '      | 3–0    | APAN/Blumenau        | 30–28 | 25–18 | 25–22 |       |       | 80–68 | 80–68     |
| 17/11/2021 | 20:00 | 'Farma Conde Vôlei ' | 3–1    | Vôlei Guarulhos      | 20–25 | 25–20 | 25–22 | 27–25 |       | 97–92 | 97–92     |
| 17/11/2021 | 21:30 | Funvic Natal         | 0–3    | ' Minas Tênis Clube' | 23–25 | 14–25 | 20–25 |       |       | 57–75 | 57–75     |

#### 6ª Rodada
| Data       | Hora  |                      | Placar |                 | Set 1 | Set 2 | Set 3 | Set 4 | Set 5 | Total  | Relatório |
| ---------- | ----- | -------------------- | ------ | --------------- | ----- | ----- | ----- | ----- | ----- | ------ | --------- |
| 20/11/2021 | 16:30 | Vôlei Guarulhos      | 0–3    | ' Vôlei Renata' | 23–25 | 23–25 | 21–25 |       |       | 67–75  | 67–75     |
| 20/11/2021 | 17:00 | 'APAN/Blumenau '     | 3–0    | América Vôlei   | 25–14 | 25–22 | 27–25 |       |       | 77–61  | 77–61     |
| 20/11/2021 | 18:00 | 'Farma Conde Vôlei ' | 3–1    | Goiás Vôlei     | 26–24 | 23–25 | 29–27 | 25–22 |       | 103–98 | 103–98    |
| 20/11/2021 | 19:00 | AV Uberlândia        | 0–3    | ' Funvic Natal' | 23–25 | 18–25 | 22–25 |       |       | 63–75  | 63–75     |
| 20/11/2021 | 19:00 | 'Minas Tênis Clube ' | 3–1    | Brasília Vôlei  | 22–25 | 25–22 | 25–22 | 25–15 |       | 97–84  | 97–84     |
| 20/11/2021 | 21:30 | Sada Cruzeiro        | 1–3    | ' SESI-SP'      | 24–26 | 30–28 | 20–25 | 14–25 |       | 88–104 | 88–104    |

#### 7ª Rodada
| Data       | Hora  |                   | Placar |                      | Set 1 | Set 2 | Set 3 | Set 4 | Set 5 | Total  | Relatório |
| ---------- | ----- | ----------------- | ------ | -------------------- | ----- | ----- | ----- | ----- | ----- | ------ | --------- |
| 27/11/2021 | 18:45 | 'Sada Cruzeiro '  | 3–0    | Goiás Vôlei          | 25–21 | 25–20 | 25–19 |       |       | 75–60  | 75–60     |
| 27/11/2021 | 21:00 | SESI-SP           | 1–3    | ' Minas Tênis Clube' | 25–22 | 20–25 | 16–25 | 29–31 |       | 90–103 | 90–103    |
| 28/11/2021 | 21:00 | 'Brasília Vôlei ' | 3–1    | AV Uberlândia        | 23–25 | 25–17 | 25–21 | 25–20 |       | 98–83  | 98–83     |
| 08/12/2021 | 18:30 | 'Vôlei Renata '   | 3–0    | Farma Conde Vôlei    | 25–23 | 25–17 | 25–20 |       |       | 75–60  | 75–60     |
| 09/12/2021 | 19:00 | América Vôlei     | 1–3    | ' Vôlei Guarulhos'   | 23–25 | 25–27 | 25–22 | 21–25 |       | 94–99  | 94–99     |
| 15/12/2021 | 19:00 | Funvic Natal      | 0–3    | ' APAN/Blumenau'     | 21–25 | 18–25 | 22–25 |       |       | 61–75  | 61–75     |

#### 8ª Rodada
| Data       | Hora  |                      | Placar |                | Set 1 | Set 2 | Set 3 | Set 4 | Set 5 | Total   | Relatório |
| ---------- | ----- | -------------------- | ------ | -------------- | ----- | ----- | ----- | ----- | ----- | ------- | --------- |
| 03/12/2021 | 21:00 | 'Minas Tênis Clube ' | 3–1    | Sada Cruzeiro  | 22–25 | 25–18 | 25–19 | 25–23 |       | 97–85   | 97–85     |
| 04/12/2021 | 19:00 | 'Farma Conde Vôlei ' | 3–2    | América Vôlei  | 25–23 | 22–25 | 25–23 | 17–25 | 15–13 | 104–109 | 104–109   |
| 04/12/2021 | 19:00 | 'Vôlei Renata '      | 3–2    | Goiás Vôlei    | 25–17 | 26–28 | 25–18 | 16–25 | 15–12 | 107–100 | 107–100   |
| 04/12/2021 | 21:30 | 'Vôlei Guarulhos '   | 3–1    | Funvic Natal   | 28–26 | 23–25 | 25–20 | 25–11 |       | 101–82  | 101–82    |
| 05/12/2021 | 19:00 | AV Uberlândia        | 0–3    | ' SESI-SP'     | 23–25 | 14–25 | 21–25 |       |       | 58–75   | 58–75     |
| 05/12/2021 | 20:00 | 'APAN/Blumenau '     | 3–0    | Brasília Vôlei | 25–13 | 25–16 | 25–17 |       |       | 75–46   | 75–46     |

#### 9ª Rodada
| Data       | Hora  |                  | Placar |                      | Set 1 | Set 2 | Set 3 | Set 4 | Set 5 | Total   | Relatório |
| ---------- | ----- | ---------------- | ------ | -------------------- | ----- | ----- | ----- | ----- | ----- | ------- | --------- |
| 23/11/2021 | 20:00 | 'Sada Cruzeiro ' | 3–0    | AV Uberlândia        | 25–15 | 25–14 | 25–19 |       |       | 75–48   | 75–48     |
| 27/11/2021 | 19:30 | 'Funvic Natal '  | 3–2    | Farma Conde Vôlei    | 16–25 | 23–25 | 25–23 | 32–30 | 15–13 | 111–116 | 111–116   |
| 11/12/2021 | 18:00 | Brasília Vôlei   | 1–3    | ' Vôlei Guarulhos'   | 25–23 | 20–25 | 15–25 | 21–25 |       | 81–98   | 81–98     |
| 12/12/2021 | 14:00 | Goiás Vôlei      | 1–3    | ' Minas Tênis Clube' | 25–18 | 21–25 | 17–25 | 18–25 |       | 81–93   | 81–93     |
| 12/12/2021 | 15:00 | América Vôlei    | 0–3    | ' Vôlei Renata'      | 25–27 | 15–25 | 16–25 |       |       | 56–77   | 56–77     |
| 12/12/2021 | 21:00 | 'SESI-SP '       | 3–1    | APAN/Blumenau        | 25–19 | 25–15 | 21–25 | 31–29 |       | 102–88  | 102–88    |

#### 10ª Rodada
| Data       | Hora  |                   | Placar |                      | Set 1 | Set 2 | Set 3 | Set 4 | Set 5 | Total   | Relatório |
| ---------- | ----- | ----------------- | ------ | -------------------- | ----- | ----- | ----- | ----- | ----- | ------- | --------- |
| 17/12/2021 | 21:00 | 'Vôlei Guarulhos' | 3–1    | SESI-SP              | 25–21 | 25–20 | 31–33 | 25–22 |       | 106–96  | 106–96    |
| 18/12/2021 | 16:00 | 'Goiás Vôlei'     | 3–2    | América Vôlei        | 25–20 | 25–22 | 19–25 | 27–29 | 15–13 | 111–109 | 111–109   |
| 18/12/2021 | 19:30 | 'Vôlei Renata'    | 3–2    | Funvic Natal         | 26–24 | 23–25 | 25–15 | 22–25 | 21–19 | 117–108 | 117–108   |
| 18/12/2021 | 21:30 | AV Uberlândia     | 1–3    | ' Minas Tênis Clube' | 24–26 | 18–25 | 25–21 | 24–26 |       | 91–98   | 91–98     |
| 19/12/2021 | 14:00 | Farma Conde Vôlei | 2–3    | ' Brasília Vôlei'    | 15–25 | 18–25 | 25–22 | 28–26 | 7–15  | 93–113  | 93–116    |
| 19/12/2021 | 21:00 | APAN/Blumenau     | 0–3    | ' Sada Cruzeiro'     | 16–25 | 24–26 | 20–25 |       |       | 60–76   | 60–76     |

#### 11ª Rodada
| Data       | Hora  |                     | Placar |                      | Set 1 | Set 2 | Set 3 | Set 4 | Set 5 | Total | Relatório |
| ---------- | ----- | ------------------- | ------ | -------------------- | ----- | ----- | ----- | ----- | ----- | ----- | --------- |
| 22/12/2021 | 17:00 | Brasília Vôlei      | 1–3    | ' Vôlei Renata'      | 18–25 | 25–23 | 21–25 | 18–25 |       | 82–98 | 82–98     |
| 22/12/2021 | 18:00 | 'Minas Tênis Clube' | 3–0    | APAN/Blumenau        | 25–14 | 28–26 | 25–22 |       |       | 78–62 | 78–62     |
| 22/12/2021 | 19:00 | 'Goiás Vôlei'       | 3–0    | AV Uberlândia        | 25–21 | 25–22 | 25–13 |       |       | 75–56 | 75–56     |
| 22/12/2021 | 21:30 | Funvic Natal        | 0–3    | ' América Vôlei'     | 20–25 | 20–25 | 27–29 |       |       | 67–79 | 67–79     |
| 23/12/2021 | 16:30 | 'Sada Cruzeiro'     | 3–0    | Vôlei Guarulhos      | 25–22 | 25–21 | 25–16 |       |       | 75–59 | 75–59     |
| 06/01/2022 | 19:00 | SESI-SP             | 0–3    | ' Farma Conde Vôlei' | 22–25 | 23–25 | 20–25 |       |       | 65–75 | 65–75     |

### Returno
- Local: Os times que estão ao lado esquerdo da tabela jogam em casa.

#### 1ª Rodada
| Data       | Hora  |                     | Placar |                  | Set 1 | Set 2 | Set 3 | Set 4 | Set 5 | Total   | Relatório |
| ---------- | ----- | ------------------- | ------ | ---------------- | ----- | ----- | ----- | ----- | ----- | ------- | --------- |
| 08/01/2022 | 19:00 | 'Brasília Vôlei'    | 3–0    | América Vôlei    | 25–19 | 25–22 | 25–17 |       |       | 75–58   | 75–58     |
| 02/02/2022 | 19:30 | Goiás Vôlei         | 1–3    | ' Funvic Natal'  | 27–25 | 23–25 | 25–27 | 16–25 |       | 91–102  | 91–102    |
| 16/03/2022 | 20:00 | 'SESI-SP'           | 3–2    | Vôlei Renata     | 23–25 | 19–25 | 25–23 | 25–23 | 16–14 | 108–110 | 108–110   |
| 15/02/2022 | 19:00 | Farma Conde Vôlei   | 0–3    | Sada Cruzeiro    | 18–25 | 22–25 | 14–25 |       |       | 54–75   | 54–75     |
| 16/02/2022 | 19:00 | 'Minas Tênis Clube' | 3–0    | Vôlei Guarulhos  | 25–15 | 25–20 | 25–23 |       |       | 75–58   | 75–58     |
| 09/01/2022 | 21:30 | AV Uberlândia       | 0–3    | ' APAN/Blumenau' | 15–25 | 15–25 | 19–25 |       |       | 49–75   | 49–75     |

#### 2ª Rodada
| Data       | Hora  |                   | Placar |                      | Set 1 | Set 2 | Set 3 | Set 4 | Set 5 | Total   | Relatório |
| ---------- | ----- | ----------------- | ------ | -------------------- | ----- | ----- | ----- | ----- | ----- | ------- | --------- |
| 28/02/2022 | 20:00 | AV Uberlândia     | 1–3    | ' Vôlei Guarulhos'   | 26–28 | 25–23 | 20–25 | 23–25 |       | 94–101  | 94–101    |
| 15/01/2022 | 21:30 | Goiás Vôlei       | 0–3    | ' APAN/Blumenau'     | 13–25 | 16–25 | 22–25 |       |       | 51–75   | 51–75     |
| 31/01/2022 | 17:00 | Farma Conde Vôlei | 1–3    | ' Minas Tênis Clube' | 25–22 | 16–25 | 13–25 | 17–25 |       | 71–97   | 71–97     |
| 16/01/2022 | 19:00 | América Vôlei     | 2–3    | ' SESI-SP'           | 23–25 | 25–20 | 20–25 | 25–23 | 14–16 | 107–109 | 107–105   |
| 28/01/2022 | 19:00 | 'Funvic Natal'    | 3–0    | Brasília Vôlei       | 25–16 | 25–21 | 25–20 |       |       | 75–57   | 75–57     |
| 16/01/2022 | 21:30 | Vôlei Renata      | 0–3    | ' Sada Cruzeiro'     | 23–25 | 16–25 | 26–28 |       |       | 65–78   | 65–78     |

#### 3ª Rodada
| Data       | Hora  |                     | Placar |                      | Set 1 | Set 2 | Set 3 | Set 4 | Set 5 | Total | Relatório |
| ---------- | ----- | ------------------- | ------ | -------------------- | ----- | ----- | ----- | ----- | ----- | ----- | --------- |
| 22/01/2022 | 17:45 | América Vôlei       | 0–3    | ' Sada Cruzeiro'     | 19–25 | 21–25 | 18–25 |       |       | 58–75 | 58–75     |
| 01/03/2022 | 19:00 | 'Brasília Vôlei '   | 3–1    | Goiás Vôlei          | 25–17 | 25–20 | 20–25 | 25–23 |       | 95–85 | 95–85     |
| 22/01/2022 | 20:00 | 'SESI-SP'           | 3–0    | Funvic Natal         | 25–17 | 25–21 | 25–16 |       |       | 75–54 | 75–54     |
| 09/03/2022 | 19:00 | AV Uberlândia       | 1–3    | ' Farma Conde Vôlei' | 17–25 | 25–23 | 22–25 | 17–25 |       | 81–98 | 81–98     |
| 08/03/2022 | 19:00 | APAN/Blumenau       | 1–3    | ' Vôlei Guarulhos'   | 22–25 | 25–23 | 22–25 | 21–25 |       | 90–98 | 90–98     |
| 23/01/2022 | 21:30 | 'Minas Tênis Clube' | 3–1    | Vôlei Renata         | 25–17 | 20–25 | 25–17 | 25–23 |       | 95–82 | 95–82     |

#### 4ª Rodada
| Data       | Hora  |                 | Placar |                      | Set 1 | Set 2 | Set 3 | Set 4 | Set 5 | Total   | Relatório |
| ---------- | ----- | --------------- | ------ | -------------------- | ----- | ----- | ----- | ----- | ----- | ------- | --------- |
| 05/02/2022 | 17:00 | 'Vôlei Renata'  | 3–0    | AV Uberlândia        | 25–22 | 25–22 | 25–9  |       |       | 75–53   | 75–53     |
| 05/02/2022 | 18:00 | Goiás Vôlei     | 0–3    | ' Vôlei Guarulhos'   | 19–25 | 18–25 | 21–25 |       |       | 58–75   | 58–75     |
| 05/02/2022 | 17:00 | 'APAN/Blumenau' | 3–2    | Farma Conde Vôlei    | 26–28 | 25–21 | 25–21 | 28–30 | 15–8  | 119–108 | 119–108   |
| 05/02/2022 | 20:00 | Brasília Vôlei  | 0–3    | ' SESI-SP'           | 22–25 | 18–25 | 24–26 |       |       | 64–76   | 64–76     |
| 05/02/2022 | 19:30 | América Vôlei   | 1–3    | ' Minas Tênis Clube' | 18–25 | 17–25 | 25–23 | 22–25 |       | 82–98   | 82–98     |
| 06/02/2022 | 19:00 | 'Sada Cruzeiro' | 3–0    | Funvic Natal         | 25–20 | 25–22 | 25–18 |       |       | 75–60   | 75–60     |

#### 5ª Rodada
| Data       | Hora  |                   | Placar |                   | Set 1 | Set 2 | Set 3 | Set 4 | Set 5 | Total  | Relatório |
| ---------- | ----- | ----------------- | ------ | ----------------- | ----- | ----- | ----- | ----- | ----- | ------ | --------- |
| 09/02/2022 | 19:00 | 'América Vôlei'   | 3–0    | AV Uberlândia     | 25–21 | 26–24 | 25–20 |       |       | 76–65  | 76–65     |
| 09/02/2022 | 20:00 | 'Sada Cruzeiro'   | 3–0    | Brasília Vôlei    | 25–14 | 25–19 | 25–20 |       |       | 75–53  | 75–53     |
| 09/02/2022 | 19:00 | 'Vôlei Guarulhos' | 3–0    | Farma Conde Vôlei | 25–22 | 25–22 | 29–27 |       |       | 79–71  | 79–71     |
| 09/02/2022 | 20:00 | 'APAN/Blumenau'   | 3–2    | Vôlei Renata      | 19–25 | 25–15 | 25–21 | 21–25 | 15–13 | 105–99 | 105–99    |
| 09/02/2022 | 21:00 | 'SESI-SP'         | 3–0    | Goiás Vôlei       | 25–16 | 25–20 | 25–17 |       |       | 75–53  | 75–53     |
| 09/02/2022 | 19:00 | Minas Tênis Clube | 2–3    | ' Funvic Natal'   | 20–25 | 23–25 | 25–15 | 25–16 | 14–16 | 107–97 | 107–97    |

#### 6ª Rodada
| Data       | Hora  |                | Placar |                      | Set 1 | Set 2 | Set 3 | Set 4 | Set 5 | Total   | Relatório |
| ---------- | ----- | -------------- | ------ | -------------------- | ----- | ----- | ----- | ----- | ----- | ------- | --------- |
| 12/02/2022 | 15:00 | Goiás Vôlei    | 1–3    | ' Farma Conde Vôlei' | 25–17 | 22–25 | 16–25 | 16–25 |       | 79–92   | 79–92     |
| 12/02/2022 | 16:30 | 'Vôlei Renata' | 3–2    | Vôlei Guarulhos      | 25–21 | 20–25 | 18–25 | 25–23 | 15–9  | 103–103 | 103–103   |
| 12/02/2022 | 19:00 | 'Funvic Natal' | 3–0    | AV Uberlândia        | 25–21 | 25–16 | 25–17 |       |       | 75–54   | 75–54     |
| 13/02/2022 | 19:15 | Brasília Vôlei | 1–3    | ' Minas Tênis Clube' | 20–25 | 24–26 | 25–21 | 23–25 |       | 92–97   | 92–97     |
| 13/02/2022 | 19:00 | América Vôlei  | 2–3    | ' APAN/Blumenau'     | 25–22 | 23–25 | 23–25 | 25–23 | 13–15 | 109–110 | 109–110   |
| 13/02/2022 | 19:15 | SESI-SP        | 1–3    | ' Sada Cruzeiro'     | 20–25 | 25–21 | 22–25 | 24–26 |       | 91–97   | 91–97     |

#### 7ª Rodada
| Data       | Hora  |                     | Placar |                   | Set 1 | Set 2 | Set 3 | Set 4 | Set 5 | Total | Relatório |
| ---------- | ----- | ------------------- | ------ | ----------------- | ----- | ----- | ----- | ----- | ----- | ----- | --------- |
| 19/02/2022 | 18:30 | AV Uberlândia       | 1–3    | ' Brasília Vôlei' | 25–20 | 15–25 | 22–25 | 15–25 |       | 77–95 | 77–95     |
| 19/02/2022 | 16:30 | 'Farma Conde Vôlei' | 3–1    | Vôlei Renata      | 22–25 | 25–20 | 25–21 | 25–23 |       | 97–89 | 97–89     |
| 19/02/2022 | 19:00 | 'Minas Tênis Clube' | 3–0    | SESI-SP           | 26–24 | 25–20 | 25–19 |       |       | 76–63 | 76–63     |
| 19/02/2022 | 21:30 | Goiás Vôlei         | 1–3    | ' Sada Cruzeiro'  | 25–22 | 16–25 | 18–25 | 23–25 |       | 82–97 | 82–97     |
| 20/02/2022 | 17:00 | Vôlei Guarulhos     | 0–3    | ' América Vôlei'  | 20–25 | 23–25 | 23–25 |       |       | 66–75 | 66–75     |
| 20/02/2022 | 21:00 | 'APAN/Blumenau'     | 3–1    | Funvic Natal      | 26–24 | 21–25 | 25–18 | 25–23 |       | 97–90 | 97–90     |

#### 8ª Rodada
| Data       | Hora  |                 | Placar |                      | Set 1 | Set 2 | Set 3 | Set 4 | Set 5 | Total   | Relatório |
| ---------- | ----- | --------------- | ------ | -------------------- | ----- | ----- | ----- | ----- | ----- | ------- | --------- |
| 23/02/2022 | 19:00 | 'Goiás Vôlei'   | 3–0    | Vôlei Renata         | 25–22 | 25–23 | 25–16 |       |       | 75–61   | 75–61     |
| 23/02/2022 | 21:30 | 'Funvic Natal'  | 3–2    | Vôlei Guarulhos      | 25–15 | 25–23 | 23–25 | 23–25 | 17–15 | 113–103 | 113–103   |
| 24/02/2022 | 17:00 | Brasília Vôlei  | 0–3    | ' APAN/Blumenau'     | 22–25 | 20–25 | 17–25 |       |       | 59–75   | 59–74     |
| 24/02/2022 | 19:00 | América Vôlei   | 2–3    | ' Farma Conde Vôlei' | 21–25 | 25–20 | 25–19 | 22–25 | 13–15 | 106–104 | 106–104   |
| 24/02/2022 | 19:00 | 'Sada Cruzeiro' | 3–1    | Minas Tênis Clube    | 23–25 | 25–22 | 25–22 | 25–22 |       | 98–91   | 98–91     |
| 24/02/2022 | 20:00 | 'SESI-SP'       | 3–0    | AV Uberlândia        | 25–20 | 25–15 | 25–22 |       |       | 75–57   | 75–57     |

#### 9ª Rodada
| Data       | Hora  |                     | Placar |                  | Set 1 | Set 2 | Set 3 | Set 4 | Set 5 | Total   | Relatório |
| ---------- | ----- | ------------------- | ------ | ---------------- | ----- | ----- | ----- | ----- | ----- | ------- | --------- |
| 15/03/2022 | 19:00 | AV Uberlândia       | 0–3    | ' Sada Cruzeiro' | 16–25 | 16–25 | 20–25 |       |       | 52–75   | 52–75     |
| 05/03/2022 | 19:00 | 'Vôlei Guarulhos '  | 3–1    | Brasília Vôlei   | 17–25 | 25–21 | 25–18 | 25–23 |       | 92–87   | 92–87     |
| 16/03/2022 | 19:00 | 'Minas Tênis Clube' | 3–0    | Goiás Vôlei      | 25–19 | 28–26 | 25–20 |       |       | 78–65   | 78–65     |
| 05/03/2022 | 21:00 | APAN/Blumenau       | 2–3    | ' SESI-SP'       | 20–25 | 26–24 | 19–25 | 25–19 | 12–15 | 102–108 | 102–108   |
| 06/03/2022 | 18:00 | Farma Conde Vôlei   | 0–3    | ' Funvic Natal'  | 21–25 | 18–25 | 15–25 |       |       | 54–75   | 54–75     |
| 26/02/2022 | 14:00 | 'Vôlei Renata '     | 3–2    | América Vôlei    | 17–25 | 25–17 | 19–25 | 25–21 | 15–12 | 101–100 | 101–100   |

#### 10ª Rodada
| Data       | Hora  |                      | Placar |                      | Set 1 | Set 2 | Set 3 | Set 4 | Set 5 | Total   | Relatório |
| ---------- | ----- | -------------------- | ------ | -------------------- | ----- | ----- | ----- | ----- | ----- | ------- | --------- |
| 11/03/2022 | 18:30 | Brasília Vôlei       | 1–3    | ' Farma Conde Vôlei' | 20–25 | 25–23 | 17–25 | 22–25 |       | 84–98   | 84–98     |
| 12/03/2022 | 17:30 | América Vôlei        | 0–3    | ' Goiás Vôlei'       | 23–25 | 24–26 | 14–25 |       |       | 61–76   | 61–76     |
| 12/03/2022 | 18:00 | 'SESI-SP '           | 3–2    | Vôlei Guarulhos      | 25–22 | 25–18 | 23–25 | 18–25 | 15–13 | 106–103 | 106–103   |
| 12/03/2022 | 19:00 | 'Sada Cruzeiro '     | 3–1    | APAN/Blumenau        | 25–22 | 24–26 | 25–23 | 25–19 |       | 99–90   | 99–90     |
| 12/03/2022 | 20:00 | 'Funvic Natal '      | 3–0    | Vôlei Renata         | 25–23 | 25–21 | 34–32 |       |       | 84–76   | 84–76     |
| 13/03/2022 | 19:00 | 'Minas Tênis Clube ' | 3–0    | AV Uberlândia        | 25–20 | 25–13 | 25–16 |       |       | 75–49   | 75–49     |

#### 11ª Rodada
| Data       | Hora  |                   | Placar |                      | Set 1 | Set 2 | Set 3 | Set 4 | Set 5 | Total   | Relatório |
| ---------- | ----- | ----------------- | ------ | -------------------- | ----- | ----- | ----- | ----- | ----- | ------- | --------- |
| 19/03/2022 | 19:00 | AV Uberlândia     | 1–3    | ' Goiás Vôlei'       | 35–37 | 25–23 | 18–25 | 12–25 |       | 90–110  | 90–110    |
| 19/03/2022 | 19:00 | APAN/Blumenau     | 0–3    | ' Minas Tênis Clube' | 22–25 | 23–25 | 21–25 |       |       | 66–75   | 66–75     |
| 19/03/2022 | 21:30 | Vôlei Guarulhos   | 0–3    | ' Sada Cruzeiro'     | 19–25 | 18–25 | 21–25 |       |       | 58–75   | 58–75     |
| 19/03/2022 | 19:00 | Farma Conde Vôlei | 2–3    | ' SESI-SP'           | 21–25 | 25–22 | 23–25 | 25–19 | 12–15 | 106–106 | 106–106   |
| 19/03/2022 | 19:00 | 'Vôlei Renata'    | 3–0    | Brasília Vôlei       | 25–22 | 27–25 | 25–21 |       |       | 77–68   | 77–68     |
| 19/03/2022 | 19:00 | 'América Vôlei'   | 3–0    | Funvic Natal         | 25–18 | 25–20 | 25–15 |       |       | 75–53   | 75–53     |

## Playoffs
|  | Quartas de final                 | Quartas de final                 | Quartas de final                 | Quartas de final                 | Quartas de final                 |                 |                   | Semifinais              | Semifinais              | Semifinais              | Semifinais              | Semifinais              |  |  | Final                           | Final                           | Final                           | Final                           | Final                           | Final                           | Final                           |
|  | 23 de março a 4 de abril de 2022 | 23 de março a 4 de abril de 2022 | 23 de março a 4 de abril de 2022 | 23 de março a 4 de abril de 2022 | 23 de março a 4 de abril de 2022 |                 |                   | 9 a 16 de abril de 2022 | 9 a 16 de abril de 2022 | 9 a 16 de abril de 2022 | 9 a 16 de abril de 2022 | 9 a 16 de abril de 2022 |  |  | 23 de abril a 8 de maio de 2022 | 23 de abril a 8 de maio de 2022 | 23 de abril a 8 de maio de 2022 | 23 de abril a 8 de maio de 2022 | 23 de abril a 8 de maio de 2022 | 23 de abril a 8 de maio de 2022 | 23 de abril a 8 de maio de 2022 |
|  |                                  |                                  |                                  |                                  |                                  |                 |                   |                         |                         |                         |                         |                         |  |  |                                 |                                 |                                 |                                 |                                 |                                 |                                 |
|  | 1°                               | Minas Tênis Clube                | 3                                | 3                                |                                  |                 |                   |                         |                         |                         |                         |                         |  |  |                                 |                                 |                                 |                                 |                                 |                                 |                                 |
|  | 8°                               | Funvic Natal                     | 1                                | 0                                |                                  |                 |                   |                         |                         |                         |                         |                         |  |  |                                 |                                 |                                 |                                 |                                 |                                 |                                 |
|  | 8°                               | Funvic Natal                     | 1                                | 0                                |                                  | 1º              | Minas Tênis Clube | 3                       | 3                       |                         |                         |                         |  |  |                                 |                                 |                                 |                                 |                                 |                                 |                                 |
|  |                                  |                                  |                                  |                                  |                                  | 1º              | Minas Tênis Clube | 3                       | 3                       |                         |                         |                         |  |  |                                 |                                 |                                 |                                 |                                 |                                 |                                 |
|  |                                  | 4º                               | Vôlei Guarulhos                  | 0                                | 1                                |                 |                   |                         |                         |                         |                         |                         |  |  |                                 |                                 |                                 |                                 |                                 |                                 |                                 |
|  | 4°                               | 4º                               | Vôlei Guarulhos                  | 0                                | 1                                | Vôlei Guarulhos | 3                 | 2                       | 3                       |                         |                         |                         |  |  |                                 |                                 |                                 |                                 |                                 |                                 |                                 |
|  | 4°                               |                                  |                                  |                                  |                                  | Vôlei Guarulhos | 3                 | 2                       | 3                       |                         |                         |                         |  |  |                                 |                                 |                                 |                                 |                                 |                                 |                                 |
|  | 5°                               | APAN/Blumenau                    | 0                                | 3                                | 2                                |                 |                   |                         |                         |                         |                         |                         |  |  |                                 |                                 |                                 |                                 |                                 |                                 |                                 |
|  |                                  |                                  |                                  |                                  |                                  |                 |                   |                         |                         |                         |                         |                         |  |  | 1º                              | Minas Tênis Clube               | 2                               | 3                               | 0                               |                                 |                                 |
|  |                                  |                                  | 2º                               | Sada Cruzeiro                    | 3                                | 2               | 3                 |                         |                         |                         |                         |                         |  |  |                                 |                                 |                                 |                                 |                                 |                                 |                                 |
|  | 2º                               | Sada Cruzeiro                    | 3                                | 3                                |                                  |                 |                   |                         |                         |                         |                         |                         |  |  |                                 |                                 |                                 |                                 |                                 |                                 |                                 |
|  | 7°                               | Farma Conde Vôlei São José       | 0                                | 0                                |                                  |                 |                   |                         |                         |                         |                         |                         |  |  |                                 |                                 |                                 |                                 |                                 |                                 |                                 |
|  | 7°                               | Farma Conde Vôlei São José       | 0                                | 0                                |                                  | 2º              | Sada Cruzeiro     | 3                       | 3                       |                         |                         |                         |  |  |                                 |                                 |                                 |                                 |                                 |                                 |                                 |
|  |                                  |                                  |                                  |                                  |                                  | 2º              | Sada Cruzeiro     | 3                       | 3                       |                         |                         |                         |  |  |                                 |                                 |                                 |                                 |                                 |                                 |                                 |
|  |                                  | 3º                               | SESI-SP                          | 2                                | 0                                |                 |                   |                         |                         |                         |                         |                         |  |  |                                 |                                 |                                 |                                 |                                 |                                 |                                 |
|  | 3º                               | 3º                               | SESI-SP                          | 2                                | 0                                | SESI-SP         | 0                 | 3                       | 3                       |                         |                         |                         |  |  |                                 |                                 |                                 |                                 |                                 |                                 |                                 |
|  | 3º                               |                                  |                                  |                                  |                                  | SESI-SP         | 0                 | 3                       | 3                       |                         |                         |                         |  |  |                                 |                                 |                                 |                                 |                                 |                                 |                                 |
|  | 6º                               | Vôlei Renata/Campinas            | 3                                | 0                                | 0                                |                 |                   |                         |                         |                         |                         |                         |  |  |                                 |                                 |                                 |                                 |                                 |                                 |                                 |

### Quartas de final
1º Jogo
| Data       | Hora  |                   | Placar |                   | Set 1 | Set 2 | Set 3 | Set 4 | Set 5 | Total  | Relatório |
| ---------- | ----- | ----------------- | ------ | ----------------- | ----- | ----- | ----- | ----- | ----- | ------ | --------- |
| 23/03/2022 | 19:00 | Sada Cruzeiro     | 3–0    | Farma Conde Vôlei | 25–15 | 25–21 | 25–21 |       |       | 75–57  | Relatório |
| 23/03/2022 | 21:30 | Vôlei Guarulhos   | 3–0    | APAN/Blumenau     | 25–20 | 25–21 | 29–27 |       |       | 79–68  | Relatório |
| 24/03/2022 | 17:30 | SESI-SP           | 0–3    | Vôlei Renata      | 23–25 | 14–25 | 23–25 |       |       | 60–75  | Relatório |
| 24/03/2022 | 20:00 | Minas Tênis Clube | 3–1    | Funvic Natal      | 25–23 | 23–25 | 30–28 | 25–17 |       | 103–93 | Relatório |

2º Jogo
| Data       | Hora  |                   | Placar |                   | Set 1 | Set 2 | Set 3 | Set 4 | Set 5 | Total  | Relatório |
| ---------- | ----- | ----------------- | ------ | ----------------- | ----- | ----- | ----- | ----- | ----- | ------ | --------- |
| 30/03/2022 | 19:00 | Farma Conde Vôlei | 0–3    | Sada Cruzeiro     | 16–25 | 15–25 | 20–25 |       |       | 51–75  | Relatório |
| 30/03/2022 | 21:30 | APAN/Blumenau     | 3–2    | Vôlei Guarulhos   | 25–18 | 20–25 | 16–25 | 25–14 | 15–13 | 101–95 | Relatório |
| 31/03/2022 | 18:30 | Vôlei Renata      | 0–3    | SESI-SP           | 23–25 | 16–25 | 19–25 |       |       | 58–75  | Relatório |
| 31/03/2022 | 21:00 | Funvic Natal      | 0–3    | Minas Tênis Clube | 23–25 | 21–25 | 22–25 |       |       | 66–75  | Relatório |

3º Jogo
| Data       | Hora  |                 | Placar |               | Set 1 | Set 2 | Set 3 | Set 4 | Set 5 | Total   | Relatório |
| ---------- | ----- | --------------- | ------ | ------------- | ----- | ----- | ----- | ----- | ----- | ------- | --------- |
| 03/04/2022 | 21:30 | Vôlei Guarulhos | 3–2    | APAN/Blumenau | 20–25 | 25–23 | 16–25 | 25–20 | 15–10 | 101–103 | Relatório |
| 04/04/2022 | 19:00 | SESI-SP         | 3–0    | Vôlei Renata  | 25–23 | 25–23 | 25–14 |       |       | 75–60   | Relatório |

### Semifinais
1º Jogo
| Data       | Hora  |                   | Placar |                 | Set 1 | Set 2 | Set 3 | Set 4 | Set 5 | Total   | Relatório |
| ---------- | ----- | ----------------- | ------ | --------------- | ----- | ----- | ----- | ----- | ----- | ------- | --------- |
| 09/04/2022 | 16:30 | Sada Cruzeiro     | 3–2    | SESI-SP         | 25–21 | 26–28 | 25–22 | 23–25 | 15–11 | 114–107 | Relatório |
| 09/04/2022 | 19:00 | Minas Tênis Clube | 3–0    | Vôlei Guarulhos | 25–21 | 25–19 | 25–19 |       |       | 75–59   | Relatório |

2º Jogo
| Data       | Hora  |                 | Placar |                   | Set 1 | Set 2 | Set 3 | Set 4 | Set 5 | Total | Relatório |
| ---------- | ----- | --------------- | ------ | ----------------- | ----- | ----- | ----- | ----- | ----- | ----- | --------- |
| 15/04/2022 | 21:00 | SESI-SP         | 0–3    | Sada Cruzeiro     | 20–25 | 20–25 | 22–25 |       |       | 62–75 | Relatório |
| 16/04/2022 | 19:00 | Vôlei Guarulhos | 1–3    | Minas Tênis Clube | 19–25 | 23–25 | 25–17 | 19–25 |       | 86–92 | Relatório |

### Final
1º Jogo
| Data       | Hora  |               | Placar |                   | Set 1 | Set 2 | Set 3 | Set 4 | Set 5 | Total   | Relatório |
| ---------- | ----- | ------------- | ------ | ----------------- | ----- | ----- | ----- | ----- | ----- | ------- | --------- |
| 23/04/2022 | 21:30 | Sada Cruzeiro | 3–2    | Minas Tênis Clube | 26–24 | 21–25 | 15–25 | 25–22 | 15–11 | 102–107 | Relatório |

2º Jogo
| Data       | Hora  |                   | Placar |               | Set 1 | Set 2 | Set 3 | Set 4 | Set 5 | Total   | Relatório |
| ---------- | ----- | ----------------- | ------ | ------------- | ----- | ----- | ----- | ----- | ----- | ------- | --------- |
| 01/05/2022 | 10:00 | Minas Tênis Clube | 3–2    | Sada Cruzeiro | 21–25 | 25–22 | 25–22 | 21–25 | 18–16 | 110–110 | Relatório |

3º Jogo
| Data       | Hora  |                   | Placar |               | Set 1 | Set 2 | Set 3 | Set 4 | Set 5 | Total | Relatório |
| ---------- | ----- | ----------------- | ------ | ------------- | ----- | ----- | ----- | ----- | ----- | ----- | --------- |
| 08/05/2022 | 10:00 | Minas Tênis Clube | 0–3    | Sada Cruzeiro | 20–25 | 34–36 | 20–25 |       |       | 74–86 | Relatório |

## Premiações
| Superliga 2021/2022                     |
| Minas Gerais                            |
| --------------------------------------- |
| Sada Cruzeiro Vôlei Campeão (7º título) |

### Seleção da Superliga
Os atletas e técnico que se destacaram individualmente foram:
| Posição                         | Jogador           | Equipe                  |
| ------------------------------- | ----------------- | ----------------------- |
| MVP                             | Miguel López      | Sada Cruzeiro           |
| Melhor Oposto                   | Franco Paese      | Vedacit Vôlei Guarulhos |
| 1º Melhor Ponteiro              | Miguel López      | Sada Cruzeiro           |
| 2º Melhor Ponteiro              | Henrique Honorato | Minas Tênis Clube       |
| 1º Melhor Central               | Matheus Pinta     | Minas Tênis Clube       |
| 2º Melhor Central               | Isac Santos       | Sada Cruzeiro           |
| Melhor Levantador               | William           | Minas Tênis Clube       |
| Melhor Líbero                   | Maique            | Minas Tênis Clube       |
| MVP da Final (Troféu VivaVôlei) | Rodriguinho       | Sada Cruzeiro           |
| Craque da Galera                | Franco Paese      | Vedacit Vôlei Guarulhos |
| Melhor Técnico                  | Filipe Ferraz     | Sada Cruzeiro           |

## Classificação Final
| Posição           | Equipe                     | Classificação/rebaixamento                                      |
| ----------------- | -------------------------- | --------------------------------------------------------------- |
| Medalha de ouro   | Sada Cruzeiro              | Sul-Americano de Clubes de 2023 · Superliga 2022/2023 - Série A |
| Medalha de prata  | Minas Tênis Clube          | Superliga 2022/2023 - Série A                                   |
| Medalha de bronze | SESI-SP                    | Superliga 2022/2023 - Série A                                   |
| 4                 | Vôlei Guarulhos            | Superliga 2022/2023 - Série A                                   |
| 5                 | APAN/Blumenau              | Superliga 2022/2023 - Série A                                   |
| 6                 | Vôlei Renata/Campinas      | Superliga 2022/2023 - Série A                                   |
| 7                 | Farma Conde Vôlei São José | Superliga 2022/2023 - Série A                                   |
| 8                 | Funvic Natal               | Superliga 2022/2023 - Série A                                   |
| 9                 | América Vôlei              | Superliga 2022/2023 - Série A                                   |
| 10                | Brasília Vôlei             | Superliga 2022/2023 - Série A                                   |
| 11                | Goiás Vôlei                | Série B 2023                                                    |
| 12                | AV Uberlândia              | Série B 2023                                                    |

## Estatísticas
| Rank | Jogadores         | Clubes            | Pontos |
| ---- | ----------------- | ----------------- | ------ |
| 1    | Franco Paese      | Vôlei Guarulhos   | 477    |
| 2    | Darlan Souza      | SESI-SP           | 432    |
| 3    | Renan Buiatti     | São José Vôlei    | 389    |
| 4    | Wallace Souza     | Sada Cruzeiro     | 377    |
| 5    | Miguel López      | Sada Cruzeiro     | 367    |
| 6    | Henrique Honorato | Minas Tênis Clube | 339    |
| 7    | Luis Elián        | Funvic Natal      | 318    |
| 8    | Leozinho          | Minas Tênis Clube | 316    |
| 9    | Victor Birigui    | SESI-SP           | 302    |
| 10   | Adriano Xavier    | Vôlei Renata      | 283    |

| Rank | Jogadores         | Clubes            | Pontos |
| ---- | ----------------- | ----------------- | ------ |
| 1    | Matheus Alejandro | Vôlei Guarulhos   | 68     |
| 2    | Ialisson Amorin   | APAN/Blumenau     | 64     |
| 3    | Matheus Pinta     | Minas Tênis Clube | 58     |
| 4    | Johan Marengoni   | São José Vôlei    | 57     |
| 5    | Leonardo Andrade  | SESI-SP           | 50     |
| 6    | Éder Carbonera    | SESI-SP           | 47     |
| 6    | Juninho           | Minas Tênis Clube | 47     |
| 8    | Patrick Gasman    | Funvic Natal      | 46     |
| 9    | Vinícius Mendes   | Goiás Vôlei       | 43     |
| 10   | Diego Dutra       | Brasília Vôlei    | 41     |
| 10   | Thales Falcão     | São José Vôlei    | 41     |
| 10   | Isac Santos       | Sada Cruzeiro     | 41     |

### Melhor Sacador
- Atualizado até 8 de Maio 2022

| Rank | Jogadores         | Clubes            | Pontos |
| ---- | ----------------- | ----------------- | ------ |
| 1    | Miguel López      | Sada Cruzeiro     | 46     |
| 2    | Henrique Honorato | Minas Tênis Clube | 35     |
| 3    | Matheus Pinta     | Minas Tênis Clube | 32     |
| 4    | Darlan Souza      | SESI-SP           | 26     |
| 5    | Lucão             | Vôlei Renata      | 24     |
| 5    | Wallace Souza     | Sada Cruzeiro     | 24     |
| 7    | Bruno Rubbo       | Brasília Vôlei    | 23     |
| 7    | Lucas Fonseca     | APAN/Blumenau     | 23     |
| 9    | Éder Carbonera    | SESI-SP           | 21     |
| 10   | Leozinho          | Minas Tênis Clube | 19     |
| 10   | Matheus Brasília  | SESI-SP           | 19     |

Pontos marcados no saque ace | Fonte: CBV